# گومپردا
گومپردا (به آلمانی: Gumperda) یک شهر در آلمان است که در زاله‌هلتسلاند واقع شده‌است. گومپردا ۳۸۰ نفر جمعیت دارد.